# Simha Flapan
Simha Flapan (n. 27 ianuarie 1911, Tomaszów Mazowiecki, Imperiul Rus – d. 13 aprilie 1987, Israel) a fost un istoric și politician israelian. El este probabil cel mai bine cunoscut pentru cartea Nașterea Israelului: Mituri și realități, publicată în anul morții sale.

## Biografie
Simha Flapan s-a născut în Polonia și a imigrat în Israel, unde a devenit Secretarul Național al partidului sionist de stânga Mapam și directorul Departamentului pentru Problemele Arabe al acestuia, din 1959 și până la jumătatea anilor 1970. De asemenea, el a fost editorul lui New Outlook — o revistă apolitică lunară care promova apropierea dintre arabi și evrei.

## Vederile sale asupra sionismului
În prefața cărții „Sionismul și palestinienii” (1979) Flapan a scris: 
Pentru a risipi neînțelegerile, vreau să clarific faptul că credința mea în justificarea morală și necesitatea istorică a sionismului nu este afectată de reevaluarea mea critică a conducerii sioniste. Istoria sionismului demonstrează măsura în care nevoia de a crea o nouă societate, încorporând valorile universale ale democrației și justiției sociale, a fost inerentă mișcării sioniste și responsabilă pentru progresul ei în condiții nefavorabile. Problema Israelului astăzi constă în dezintegrarea acestor valori, datorată în mare parte îmbătării cu succesul militar și credinței că superioritatea militară este un substitut al păcii. Dacă nu se vor restabili valorile liberale și progresive ale sionismului și nu se vor recunoaște drepturile palestiniene la autodeterminare într-un cadru de coexistență pașnică, căutarea păcii de către Israel este sortită eșecului. Cred cu tărie că aceste tendințe vor deveni, în cele din urmă, forța determinantă în Israel.

## Lucrări publicate
- Zionism and the Palestinians („Sionismul și palestinienii”), Croom and Helm, Londra, 1979.
- The Birth of Israel: Myths And Realities („Nașterea Israelului: Mituri și realități”), Pantheon Books, New York; ISBN: 0-394-55888-X, august 1987.

## Arhive
Arhivele personale și profesionale ale lui Flapan se află la Yad Yaari, Centrul de Studiu și Documentare Hașomer Hațair din Givat Haviva.